# 蒂克利亞山 (卡伊尤馬-圖蒂)
15°24′27″S 71°36′41″W / 15.40750°S 71.61139°W
蒂克利亞山（Ticlla），是秘魯的山峰，位於該國南部阿雷基帕大區，由卡伊尤馬區和圖蒂區負責管轄，屬於奇拉山脈的一部分，海拔高度5,072米。